# تربية النحل
النِّحالة أو تربية النحل فرع من فروع تربية الحيوان الذي يسعى لتربية نحل العسل لاستغلال منتجات الخلايا. يقوم المربي برعاية النحل وتوفير المأوى والعناية ببيئتها. ليجني لاحقا: العسل وحبوب اللقاح والشمع والغذاء الملكي وغيرها
إن رعاية وتربية النحل موجودة في كل العالم، ويختلف هذا النشاط بتنوع فصائل النحل والمناخ ومستوى التنمية الاقتصادية. وهو نشاط يجمع بين الأساليب التقليدية مثل استعمال الدخان ووسائل حديثة مثل التلقيح الاصطناعي أو دراسة تنقلات النحل.

## التاريخ

قطف العسل منذ 6000 سنة

تعود أدلة جمع البشر للعسل من النحل البري إلى ما قبل 10,000 سنة. وقد بدأت تربية النحل ضمن أوعية فخارية في منطقة شمال أفريقيا منذ حوالي 9,000 سنة. إذ لم يرب الإنسان النحل فعليا إلا بعد القرن الثامن عشر. ولكن استهلاك النحل بدأ قبل ذلك بكثير. كان الإنسان يجني العسل الذي يجمعه النحل في خلايا يقوم بإنشائها. عملية الجني غالبا ما تكون مدمرة للخلية كما يشهد على ذلك الرسم الجداري الذي عثر عليه في « cueva de la Araña » كهف موجود بالقرب من فالنسيا بإسبانيا. أما انطلاق تربية النحل فلم يعرف أين بدأت بدقة.
بدون شك، فإن أول خلية تربية كانت عبارة عن شق استحدث في شجرة. بتطور التقنيات والإحاطة بكل ما يتعلق بالخلايا، بدأ عملية التصنيع لخلايا كانت في البداية جذوع شجر محفور.
تربية النحل كانت منتشرة في مصر القديمة (القرن 25 قبل الميلاد) وظهر ذلك من خلال رسوم وجدت في قبور ملكية تظهر فيها عملية استخراج العسل وتخزينه. كما شكلت جزءا مهما من نشاطات الفلاحين في اليونان القديمة.
كما تحدث القرآن عن النحل والعسل في القرن السادس. ونجد أنه سميت سورة كاملة بسورة النحل.
بدأت التطورات الكبيرة في تربية النحل بعد اكتشاف القسيس الأمريكي لانجستروث المسافة النحلية التي يتركها النحل كممر بين أقراصه وتبلغ 7.8 مم واختراعه لخلية لانجستروث سنة 1852 حيث تتابعت الاختراعات المرافقة لهذة الخلية والمكملة لها في الظهور فقد أخترع العالم الألماني جوهاز مهرنج (Johannes Mehring) سنة 1857 الأساس الشمعي لقرص العسل وعليه مبادئ العيون السداسية كما اخترع المهندس النمساوي فرانز فون هروشكا (Franz von Hruschka) سنة 1865 فراز العسل الذي يعمل على الطرد المركزي، ثم تلاه موسى كويني (Moses Quinby) باختراع المدخن 1870 والذي حسنه (بنجهام - Bingham) بعد ذلك سنة 1873، وأنتج سكاكين الكشط وكان أول من أضاف صناديق العسل.

## الاقتصاد
| المنتج | 1964 | 1969 | 1974 | 1979 | 1984 | 1989 | 1994 | 1999 | 2004 |
| ------ | ---- | ---- | ---- | ---- | ---- | ---- | ---- | ---- | ---- |
| شمع    | 30   | 37   | 41   | 44,5 | 47,5 | 47   | 52   | 57,5 | 60   |
| عسل    | 752  | 756  | 793  | 906  | 995  | 1146 | 1118 | 1237 | 1374 |

في الجدول التالي عينة عن الإنتاج والاستهلاك لسنة 2005 :
| البلد                                                                          | إنتاج (1000 طن) | استهلاك (1000 طن) |
| أوروبا وروسيا                                                                  | أوروبا وروسيا   | أوروبا وروسيا     |
| ------------------------------------------------------------------------------ | --------------- | ----------------- |
| أوكرانيا                                                                       | 71.46           | 52                |
| روسيا                                                                          | 52.13           | 54                |
| إسبانيا                                                                        | 37.00           | 40                |
| ألمانيا                                                                        | 21.23           | 89                |
| المجر                                                                          | 19.71           | 4                 |
| رومانيا                                                                        | 19.20           | 10                |
| اليونان                                                                        | 16.27           | 16                |
| فرنسا                                                                          | 15.45           | 30                |
| بلغاريا                                                                        | 11.22           | 2                 |
| صربيا                                                                          | 3 to 5          | 6.3               |
| أمريكا الشمالية                                                                |                 |                   |
| الولايات المتحدة                                                               | 79.22           | 163               |
| كندا                                                                           | 36.11           | 29                |
| أمريكا اللاتينية                                                               |                 |                   |
| أرجنتين                                                                        | 93.42           | 3                 |
| مكسيك                                                                          | 50.63           | 31                |
| برازيل                                                                         | 33.75           | 2                 |
| أوروغواي                                                                       | 11.87           | 1                 |
| أوقيانيوسيا                                                                    |                 |                   |
| أستراليا                                                                       | 18.46           | 16                |
| نيوزيلندا                                                                      | 9.69            | 8                 |
| آسيا                                                                           |                 |                   |
| الصين                                                                          | 299.33          | 238               |
| تركيا                                                                          | 82.34           | 66                |
| الهند                                                                          | 52.23           | 45                |
| كوريا الجنوبية                                                                 | 23.82           | 27                |
| فيتنام                                                                         | 13.59           | 0                 |
| تركمنستان                                                                      | 10.46           | 10                |
| أفريقيا                                                                        |                 |                   |
| أثيوبيا                                                                        | 41.23           | 40                |
| تنزانيا                                                                        | 28.68           | 28                |
| أنغولا                                                                         | 23.77           | 23                |
| كينيا                                                                          | 22.00           | 21                |
| أفريقيا الوسطى                                                                 | 14.23           | 14                |
| منظمة الفاو (FAO نسخة محفوظة 10 مارس 2007 على موقع واي باك مشين.), أغسطس 2007. |                 |                   |

المصدر:
- صربيا [8]

## النحال
النحال هو شخص مهنتة تربية النحل. ويهدف لإنتاج عسل النحل، والشمع، وصمغ النحل، وحبوب اللقاح، وغذاء الملكات، وإنتاج الطرود، والعلاج بسم النحل، وغيرها.

## التدخين
يلجأ لاستعمال الدخان عند كل عملية وصول إلى داخل الخلية. ويتم فتح الخلية فقط عندما يكون الطقس جميلا حيث تكون غالبية النحل في الخارج ما يسهل العمل. عملية التدخين تستعمل مدخنا باختلاف أنواعه والتي تعمل جميعها على نفس المبدأ. ينتج الدخان من احتراق جزئي (حتى يكون الدخان كثيفا) لمادة قابلة للاشتعال موجودة داخل خزان معدني. ويعمل مكبس على إصدار الدخان الناتج عبر فتحة بشكل مخروط معدة لذلك. يمكن أن تكون المادة المحترقة ورق مقوى غير معالج أو غيرها.

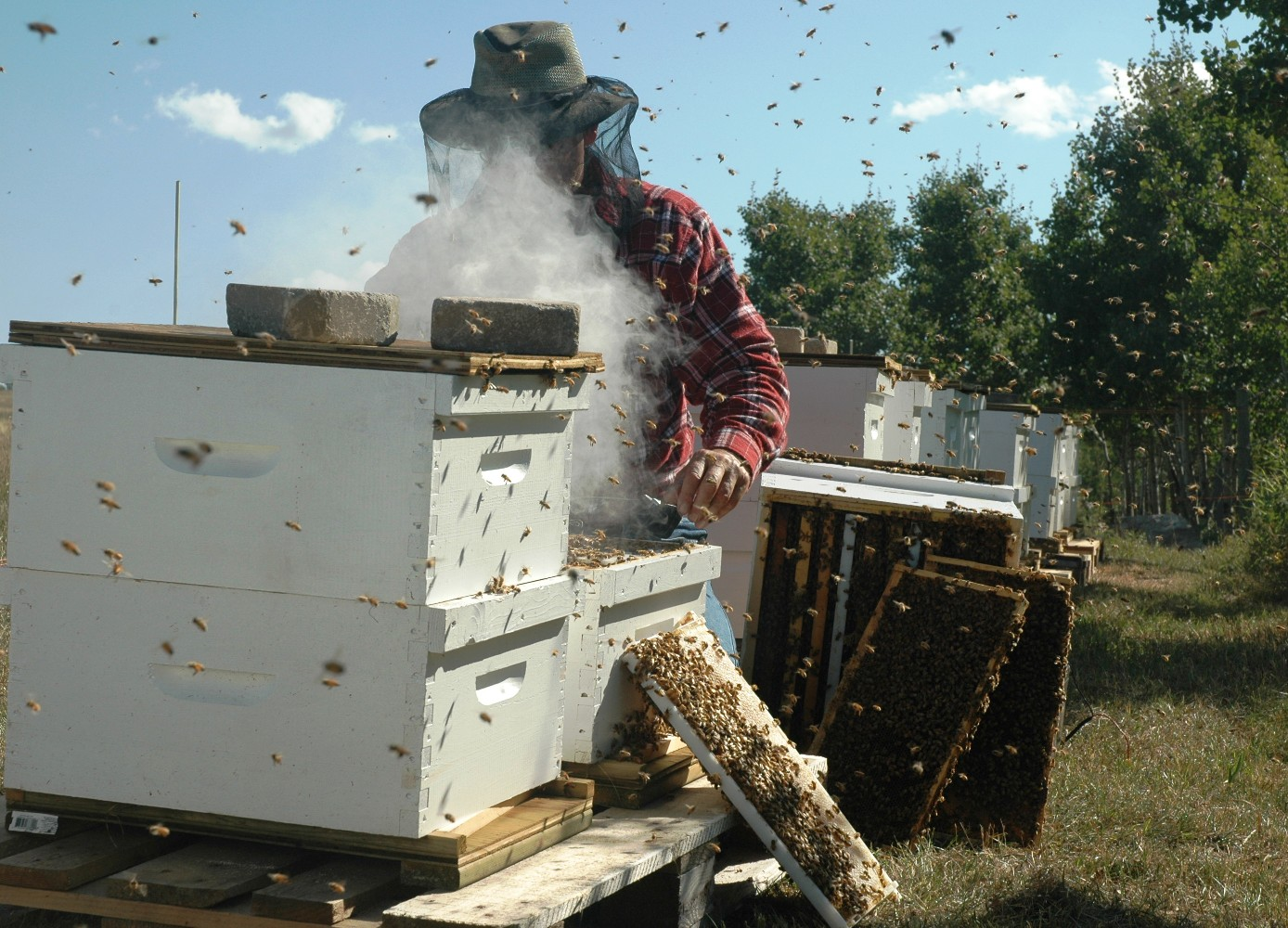
عملية فتح لخلية نحل
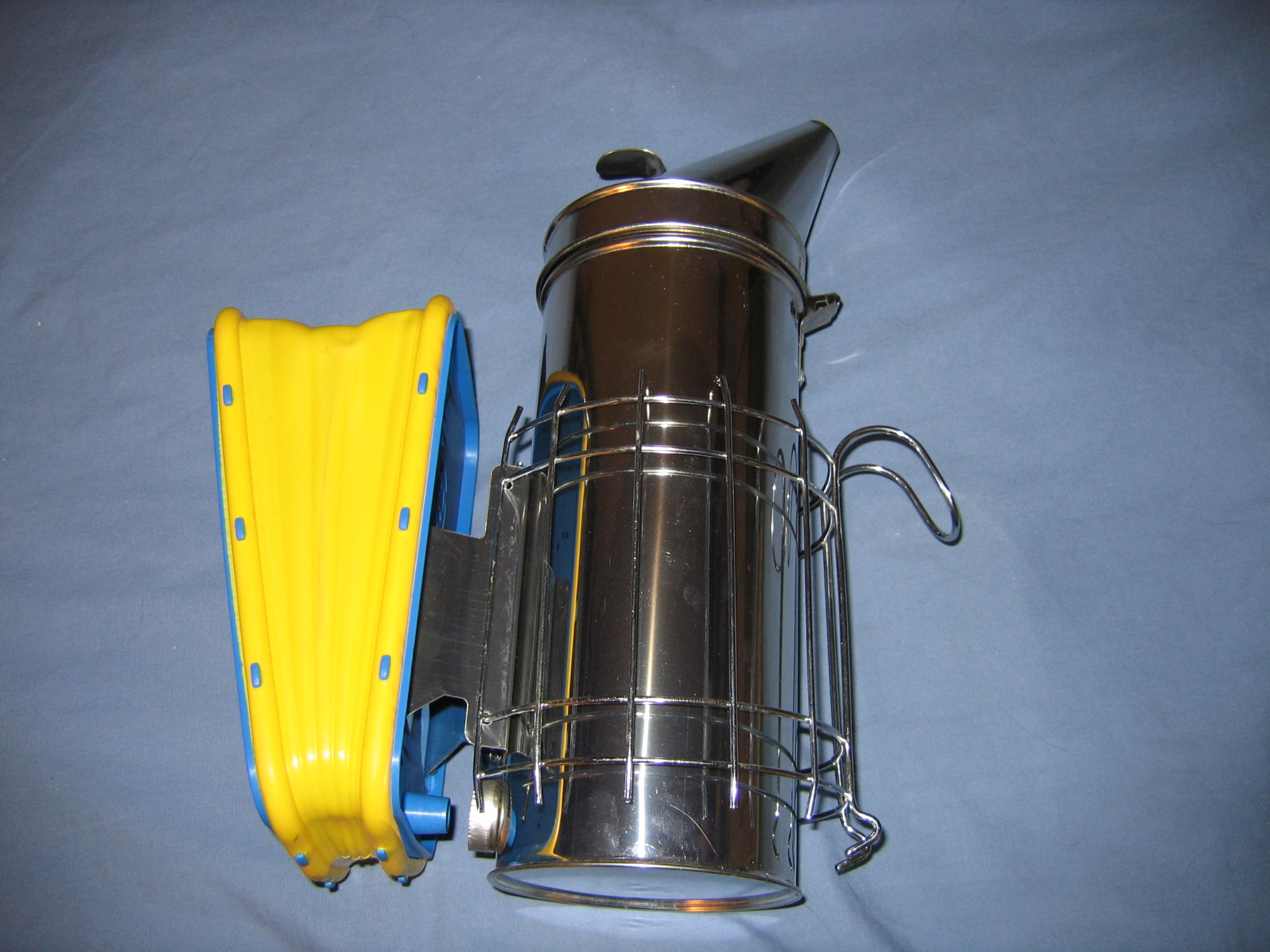
مدخن

## منتجات الخلية

### العسل
خلايا النحل الحديثة مصممة بحيث يمكن استخراج العسل بدون ضرر للخلية نفسها. ويمكن استخلاص المنتجات من ألواح الخلايا الحديثة بشكل مستقل عن بعضها البعض وبدون تدمير اليرقات عدا لوح الملكة. العملية تتطلب استعمال أكثر من الدخان في الطقس العاصف، ولكن الدخان يمكن أن يؤثر على طعم العسل في الألواح. استخراج العسل يتم بطريقة الطرد المركزي. العسل عادة لا يزال سائلا، وعلى الرغم من أنه يحدث في حالات نادرة أن يتبلور في الحويصلات الهوائية. يتصلب ويتبلور العسل في وقت متأخر حسب نوع العسل.

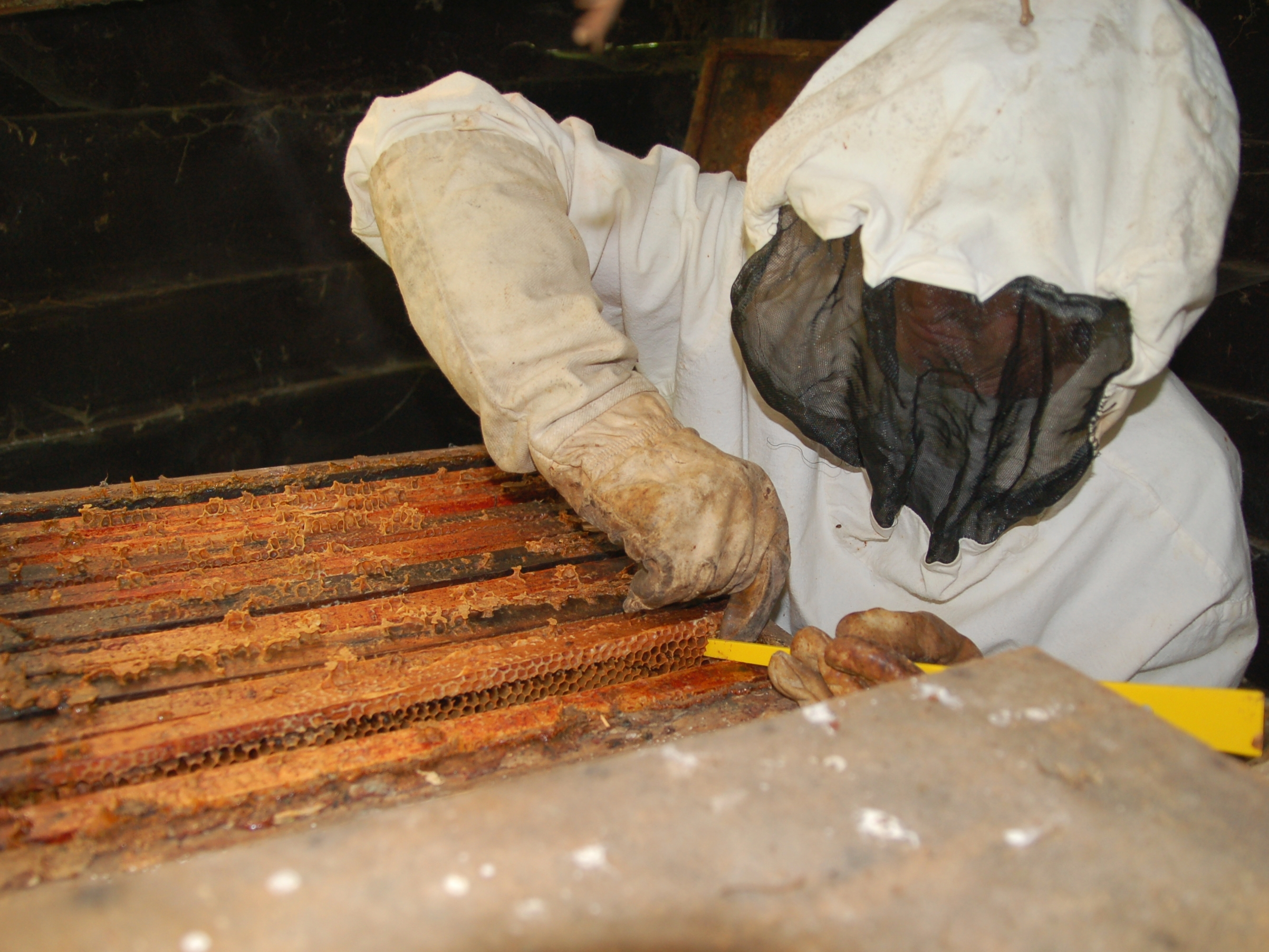
حماية ورفع الألواح
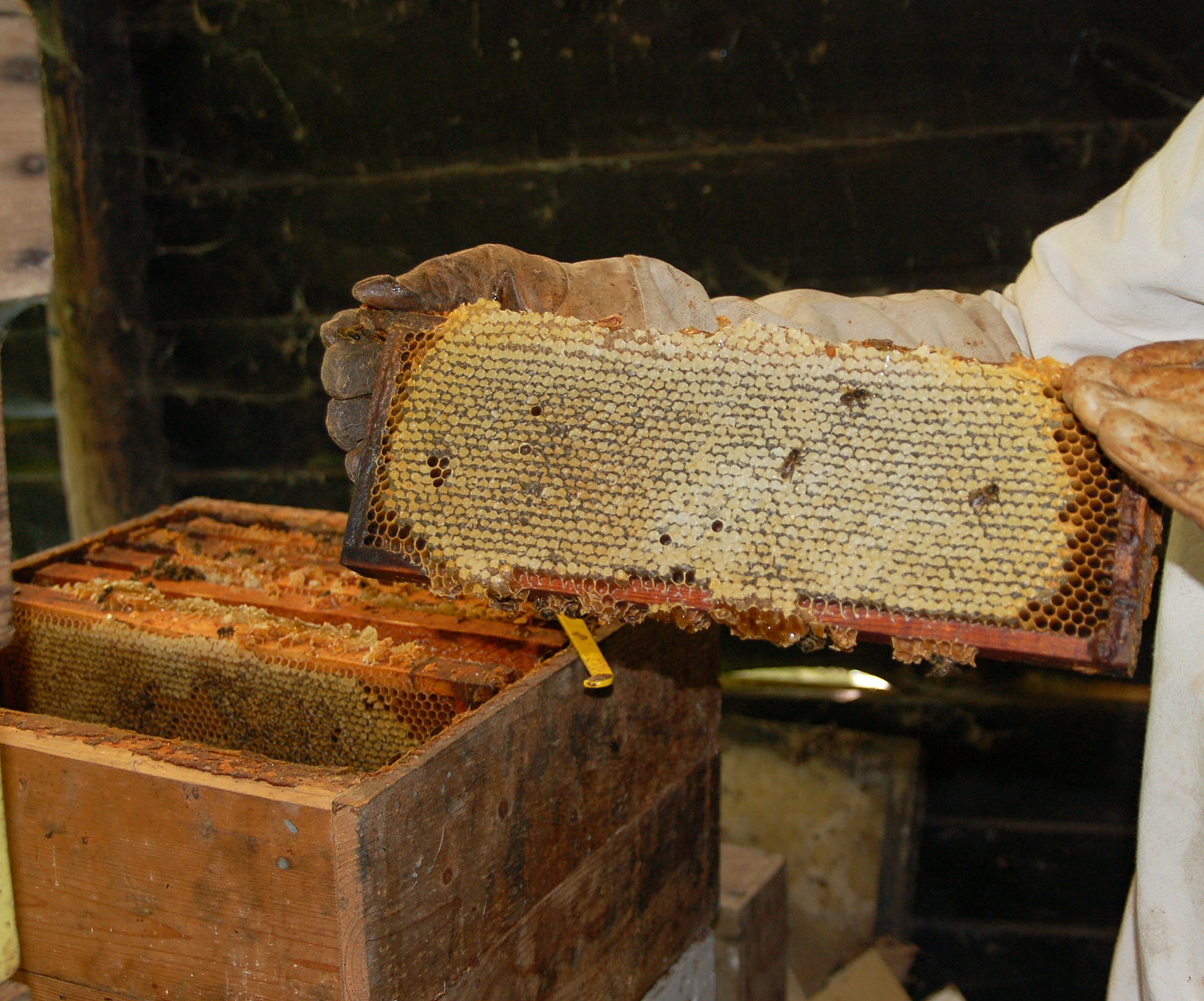
لوح
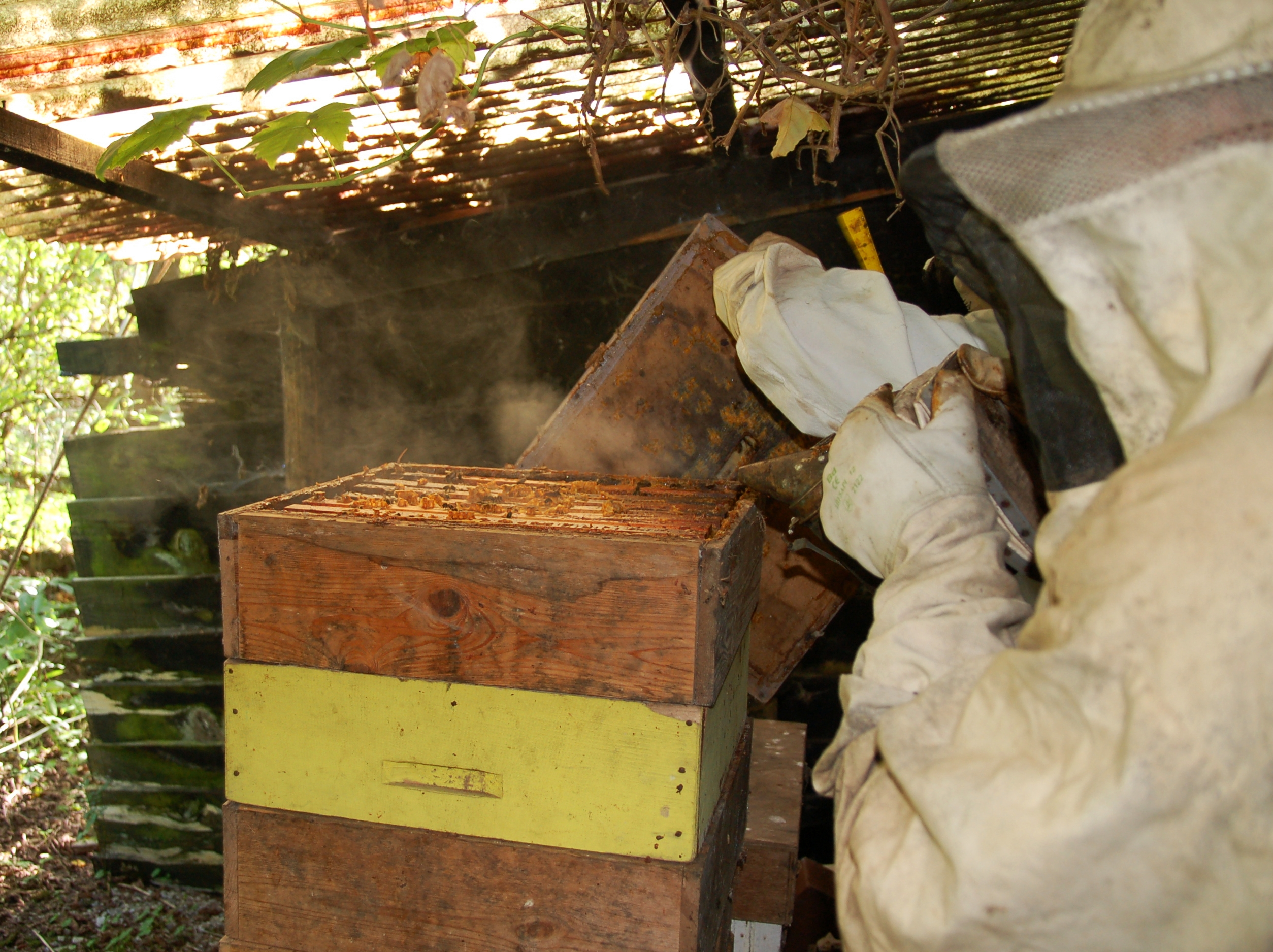
استعمال الدخان
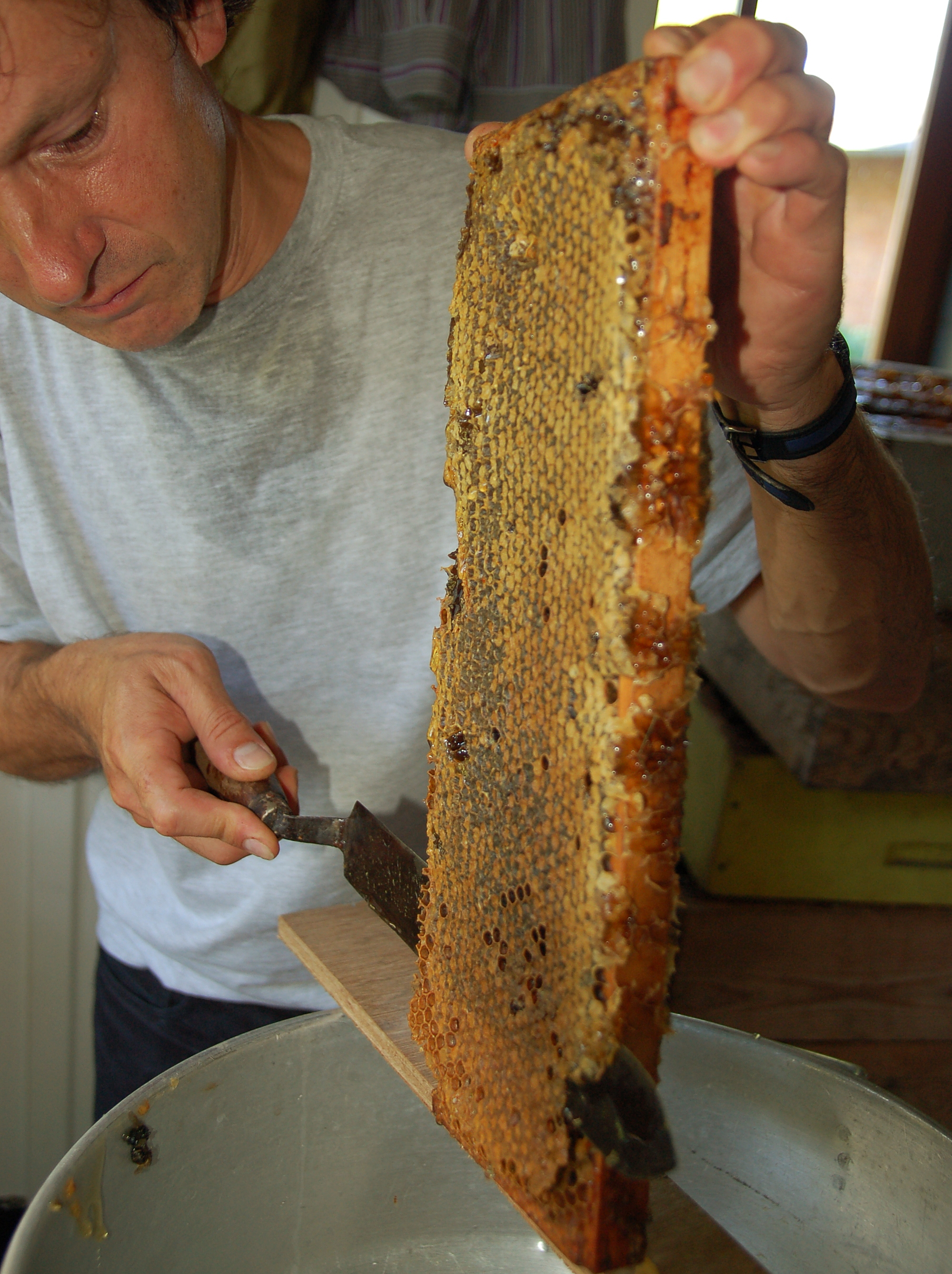
فتح خلايا اللوح
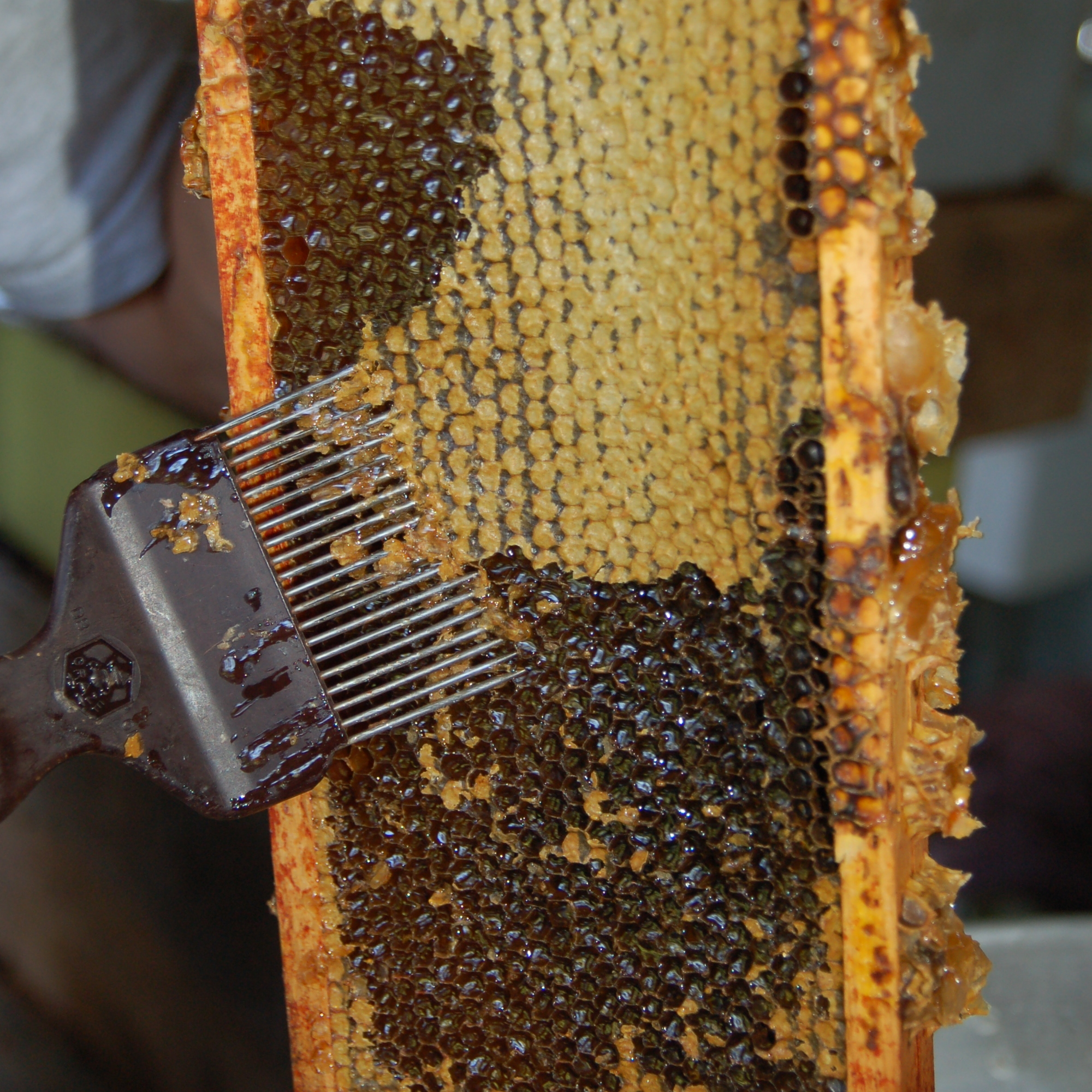
استعمال شوكة خاصة
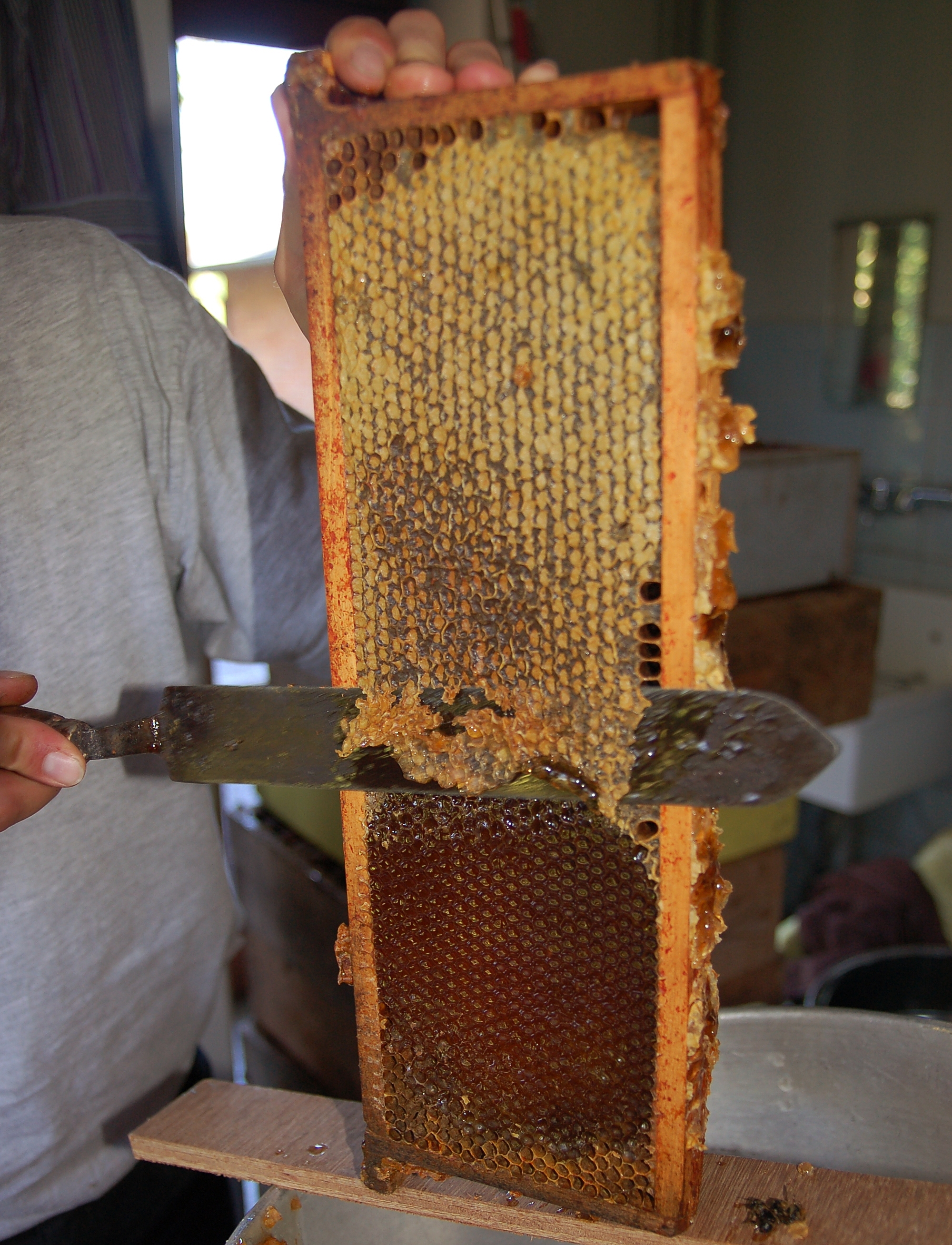
خروج العسل
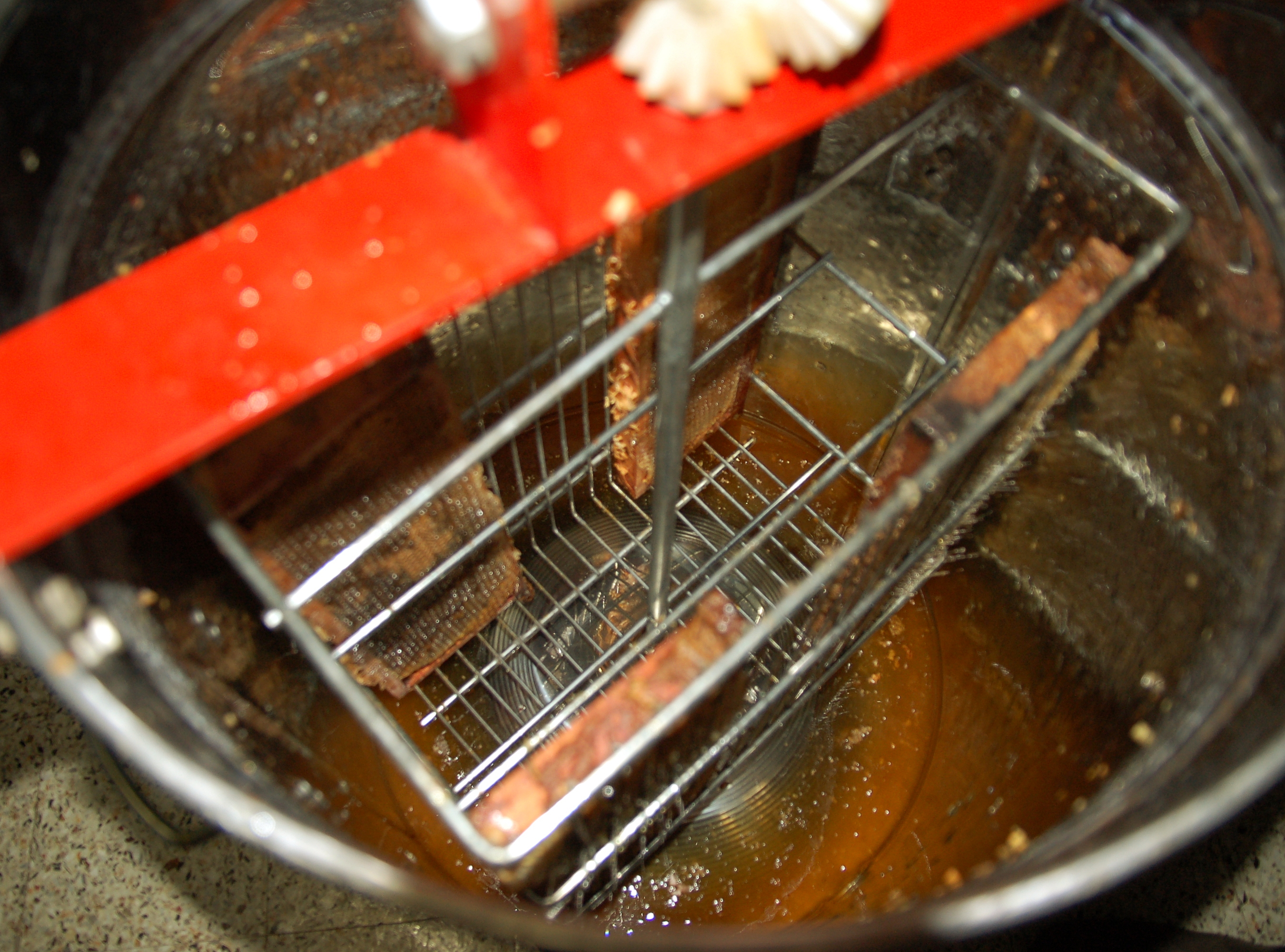
استخراج العسل بعملية الطرد المركزي
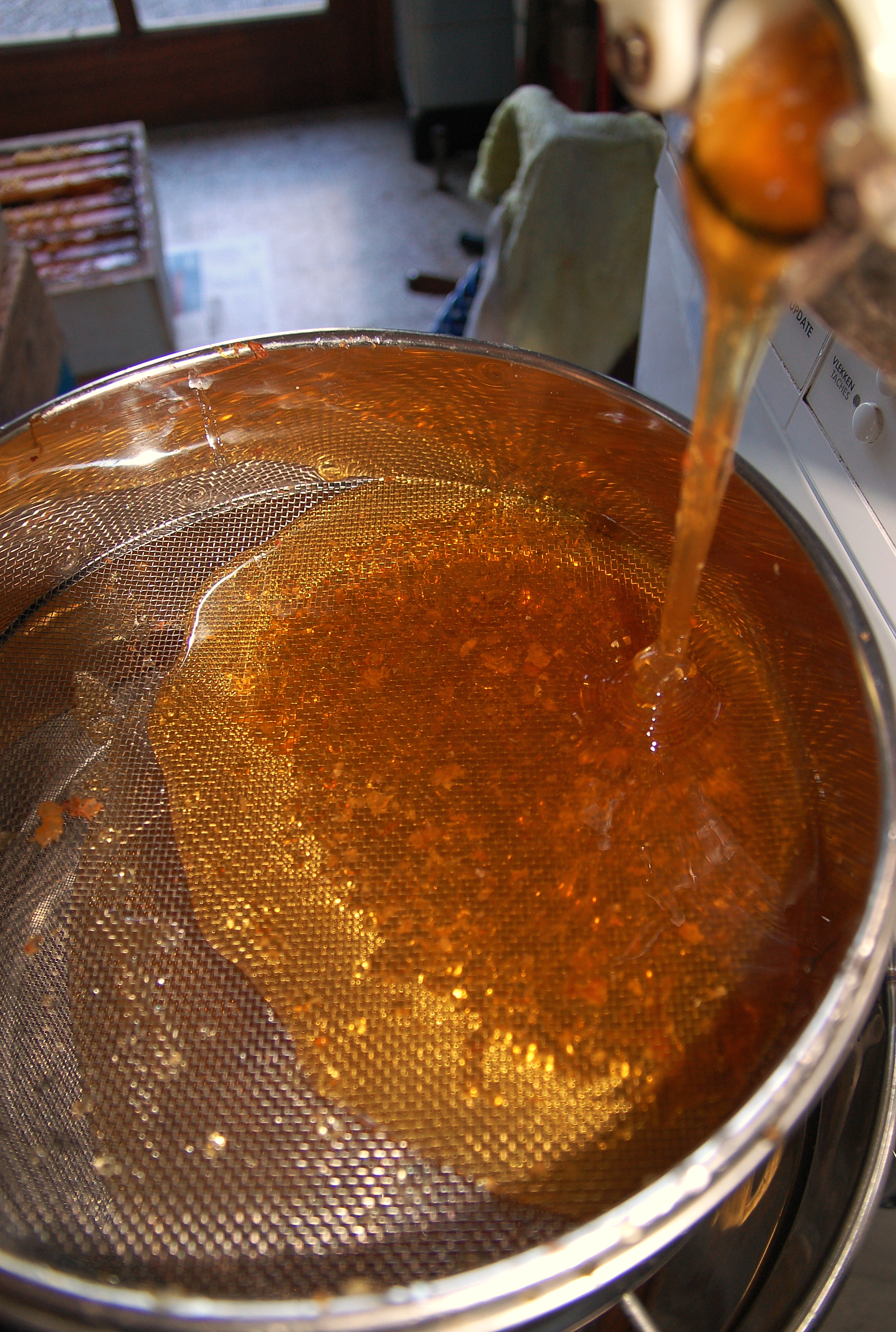
تصفية العسل
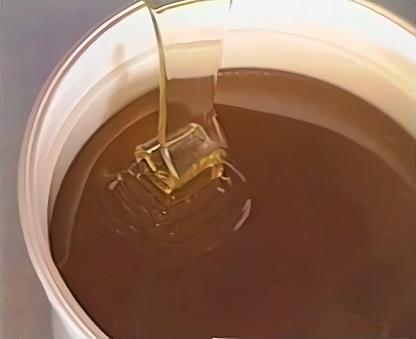
تعبئة العسل

### الشمع
شمع النحل ماده بيضاء تشبه شمع البرافين من حيث الشكل الا انها مختلفه من حيث التركيب الكيميائي. حيث يصنعه النحل من خلال استخدام العسل نفسه ليحوله إلى شمع في غدد خاصه
ويحتاج إلى عده كيلوات من العسل لاستخراج كيلو واحد من الشمع. يستخدمه النحل لبناء الخلية نفسها والتجاويف السداسيه المعروفة التي يقوم بحفظ العسل بها وايضا تربيه يرقات النحل.

## وصلات خارجية
- تربية نحل العسل - بوابة المجتمع المحلي
- الملكة - طائفة نحل العسل
- نحالة المغرب